# 13 mars dans les chemins de fer
13 février 13 avril
Chronologies thématiques
- Croisades
- Sports
- Disney

Cette page concerne les événements qui se sont déroulés un 13 mars dans les chemins de fer.

## Événements

### XIXesiècle
- 2017, 18h25, France : à Paris, pour des raisons inconnues, deux rames de la ligne 14 cessent subitement de transmettre leur position au poste de commande centralisé (PCC) de la ligne ce qui a entrainé la coupure de sécurité automatique du SAET. Pendant près d'une heure, les agents ont tenté de localiser ces deux rames afin de procéder à l'évacuation.
- 1895 États-Unis, le Santa Fe, Prescott and Phoenix Railway, est ouvert dans sa totalité.